# Brandish (serie)
Brandish (ブランディッシュ burandishu?) es una serie de videojuegos de rol de acción y de exploración de calabozos de vista aérea desarrollada por Nihon Falcom Corporation. Originalmente publicado en 1991 para los equipos domésticos NEC PC-9801 y FM Towns, fue conversionado más adelante para las consolas Super Nintendo, PC Engine CD-ROM², PlayStation Portable y PlayStation Vita. La versión para Super Nintendo fue conversionada y publicada por Koei (ahora conocida como Koei Tecmo) en 1994 en Japón y unos meses más tarde (hacia 1995) en América del Norte. El 2015, en el mismo continente, se ha publicado el remake de Brandish para PSP por parte de Xseed Games. 
Existen tres secuelas llamadas Brandish 2: The Planet Buster, Brandish 3: Spirit of Balcan y Brandish 4: Tower of the Sleeping God, lanzados en 1992, 1994 y 1996 respectivamente.

## Jugabilidad
Brandish fue un primer intento en el uso de los controles del ratón bastante sofisticado en un videojuego de rol de acción de vista de ave en tiempo real, donde el jugador puede moverse hacia adelante, atrás, a su vez, bombardear y atacar haciendo clic en los cuadros que rodean el personaje del jugador. También fue uno de los primeros videojuegos en implementar armas que se rompen a medida que se les da uso. Ese tipo de armas lleva el N.º de duración que baja a medida que se usa, se rompe si ese n.º llegase a 0, y en el caso de las espadas, es reemplazada en la segunda entrega de PC-98 y en la primera entrega por una espada rota. La excepción son las armas ilimitadas, que tiene el signo infinito o que no llevan número, dependiendo de la versión.
Además, fue el primero en implementar la fusión de objetos, que consiste en mezclar 2 objetos del mismo tipo y aumentar el n.º. El jugador debe tener cuidado con mezclar H.POTION y H.POISON o con mezclar M.POTION y M.POISON, ya que, debido a que las pociones H.POTION y M.POTION recupera HP y MP respectivamente y H.POISON y M.POISON hace el efecto contrario, puede reducir el n.º de estas 4 pociones y el jugador debe tener precaución al mezclar argollas ya que puede activar el efecto accidentalmente. Si bien se puede fusionar llaves comunes, la fusión no es posible en protectores, armas, argollas vitales (Life Ring), cajas dimensionales (Otherworld box/Dimensional box) y llaves especiales. En caso de armas (con excepción de las ilimitadas), el jugador suele reparar con pociones de endurecimiento en la 1.ª entrega o llevarlas a la herrería en las secuelas, pagando el costo de reparación.
Los personajes varían en el uso de las armas, protectores y conjuros, como en el caso de Dela, que no puede portar escudos, en caso de Jinza, que puede usar armas y conjuros ninja y en caso de Dee (en Brandish 4), que puede usar el látigo.
Hay que tener en cuenta que en ciertos mapas de estas entregas existen ojos borramapas, por lo cual hay que eliminarlos antes de que se borre el mapa entero.
Existen tres parámetros mejorables en las primeras 3 entregas que son: fuerza (afecta a los puntos de ataque y aumenta con cada ataque físico acertado), inteligencia (afecta a la potencia de los conjuros, costo MP y la velocidad de recarga de MP y aumenta con cada conjuro acertado) y resistencia (afecta a los daños recibidos con magia y aumenta con cada conjuro recibido).

## Historia

### Brandish/Brandish: The Dark Revenant
Hace mucho tiempo, un pequeño reino llamado Vittoria (ビトール Bitowru?,  Bythol, Btowl o Btowls) fue construido alrededor de una torre alta, que atravesó el cielo. Los habitantes de la ciudad, custodiado por un dragón, tan fuerte, vivían en paz y abundancia. Sin embargo, el rey Bistalle (ビスタル Bisutaru?), el gobernante de Vittoria, desea expandir su reino. Ordenó a los estudiantes a la investigación de la Torre.
Pronto, uno de los estudiantes trajo un tomo escrito en una lengua antigua de la torre de Bistalle, que comenzó a descifrar. A medida que se fueron descifrando el tomo, algunos expertos temían que podrían imponiendo sus manos en el conocimiento prohibido de los antiguos.
Cuando los estudiantes descifrarón el tomo, que decía: "El Guardian de Gran Vittoria, el Dragón, y la esencia del poder reside en la parte superior de la Torre, el que posee la esencia que posee todos." Sin dejarse intimidar por las palabras de otra manera ominosa del tomo, Bistalle decidió hacer su propia esencia del poder.
Se organizó un ejército secreto, que pronto se apoderó de la torre y levantaron sus espadas contra el Dragón. Incluso el Dragón no pudo resistir el poder del ejército Bistalle. Como Bistalle agarró en la esencia del poder, el Dragón le dio a su propia vida para destruir la esencia del poder. La esencia, perdiendo el control, transformó al Rey en un horrible monstruo llamado Gado Bistalle y se hundió todo el reino de Vittoria, incluyendo la gran torre, debajo de la tierra. Todas las personas en la superficie de la tierra se olvidó de Vittoria y la Torre en su centro, y pasó mil años.
Un espadachín misterioso, conocido como Ares Toraenos (アレス・トラーノス?), es perseguido por una hechicera llamada Dela Delon (ドーラ・ドロン Dora doron?) que busca venganza por el asesinato de su maestro. Cuando Dela atrapa a Ares y ataca, su magia hace que el suelo debajo de ellos se colapsara y ambos cayeron en las Ruinas de Vittoria. Ambos personajes cayeron en secciones diferentes y a veces se topan repetidamente durante el escape de Vittoria, la ciudad hundida. Depende o no de Ares ayudar a Dela en las últimas etapas del juego, el final cambia sigilosamente.

### Brandish 2: The Planet Buster
El juego relata acerca de la espada llamada "Planet Buster", la cual tiene poder para cortar un planeta entero en 2. Karl, uno de los antagonistas de Ares y uno de los mercenarios reclutados por Badorrer Hadess, robó dicha arma mientras que Ares estaba inconsciente en el desierto y, a la vez, lo encarceló en la isla prisión de Bundevias. Trasparason 2 años tras la escapada de Vittoria en su precuela.
Ares despierta en la prisión B4 (B2 en Super NES) y el objetivo es ir al exterior y eliminar a uno de los monstruos asignados por Karl. Antes de que los guardias de Karl fuerza a Ares a entrar a la prisión, Dela lo intercepta. Aprovechándose de la situación, Ares y Dela escapan desembarcando en una isla desierta pero Dela es atrapada por un Kraken cuando intentaba zarpar de esa isla. Empieza el viaje por recuperar el "Planet Buster".
Al encontrarse con una puerta de la casa ubicada al centro de la isla, se encuentra un laberínto para ir hacia uno de los pueblos llamado Wharf en donde había pescadores, que no pueden ir a navegar a causa del Kraken. Ese pueblo conduce al castillo, pero para ingresar, Ares debe eliminar al Kraken. Una vez eliminado, se inicia un plan de entrada al castillo debido a que sus muros tienen puertas cerradas y no queda otra que encontrar un pueblo, en ese entonces fue invadido por ninjas.
Para repelerlos, Ares tendría que ir al bosque y desafiar al maestro ninja conocido en su secuela como Jinza. El pueblo también cuenta con una arena de combate en donde se enfrenta Ares contra los ifrits y después contra Umber. 
Tras completar las misiones del pueblo del castillo, se reanuda el plan de entrada al castillo y al lado se encuentra la torre en donde está la espada. Esa torre consta de 6 pisos (5 en Super NES), en donde el 4.º piso tiene acceso a la isla prisión de Bundevias y el último piso, no solo se encuentra el arma en donde guardó Karl, sino también hay una emboscada: 3 ninjas (piso 4) estaban controlando a Dela por eliminar a Ares y usar el arma con fines malignos, pero fueron arrunados los planes minutos después. 
Sin embargo, durante el regreso a la prisión vía Hexagrama por primera vez, oculta algo: el laboratorio en donde estaba los restos de Bistalle. Una vez destruido, Ares se devuelve al castillo vía hexagrama en donde oculta los objetos malditos llamados "Southern Cross" (サザン・クロス?) (escudo)  y "Big Dipper" (ビッグディッパー?) (Armadura) en la fortaleza, tras pasar la zona oscura. Estos objetos son requisitos para usar el "Planet Buster" y con esto, abrir el núcleo de Bundevias bajo la prisión. 
Karl aparece en algunas partes amenazando a Ares, a Dela o a ambos, e incluso, se prepara en el campo de batalla Backbone dentro del núcleo de Bundevias para eliminar a los personajes. Badorrer, que tiene más de un milenio, decide usar el poder de Bistalle para transformarse y destruir el mundo, pero fue arruinado sus planes por Dela y posteriormente por Ares. Tras eliminar a Badorrer y a su modo Gado, Ares entrega el "planet buster" (ya roto) a Dela y la isla prisión de Bundevias se hunde, terminando el juego.

### Brandish 3: Spirit of Balcan
Antiguanemte, Dela es instruida por Balcan, el gran maestro hechicero. Él conoció a Ares por alguna razón. Pasaron 8 años después del asesinato de Balcan por parte de Ares. Sin embargo, Ares no estará solo. Ahora el espíritu de Balcan llamará a Ares, Dela, Umber y Jinza a explorar Fiberia y unirán fuerzas para la batalla final, en el volcán de Voltarias.

### Brandish 4/VT
Este juego se difiere de los demás porque se trata de una torre lleno de misterios. Los jugadores controlan a Dee, a la elfa Clare o a Quien y en la versión de PC a la hechizera Mermelada o a Garahad y así resolver el misterio de esa torre.

## Videojuegos
- Brandish 1: The dark revenant (no se instalaba en el disco duro de PC98 hasta su lanzamiento como Renewal)
- Brandish 2: The Planet Buster (relanzamiento para Super Nintendo: Brandish 2 Expert)
- Brandish 3: Spirit of Balcan
- Brandish 4: Tower of the Sleeping God

## Lanzamientos
Originalmente lanzado el 1991 para NEC PC-9801 y FM Towns, tuvo una entrega para Super NES el 1994 por parte de KOEI y para Turbografx-CD por parte de NEC.
El juego resultó ser lo bastante popular en Japón como para garantizar dos secuelas exclusivamente en Japón que continuaron la saga de Ares y Dela, siendo la primera, Brandish 2: The Planet Buster, lanzado en 1992 para PC98 y en 1996 para SNES pero este último se quitaron o modificaron algunos mapas. Al igual que en las versiones de Super NES de Final Fantasy IV japonés e Ys V, la entrega de SNES tiene una versión normal y una EXPERT, así como una traducción al inglés de la versión normal creada por los mismos fanáticos.  Fue el primer juego en incluir pueblos y arena de combate usando la visión del personaje. Esta versión fue traducida por algunos aficionados. La secuela siguiente, Brandish 3: Spirit of Balcan, lanzado también para PC-9801 en 1994, permite al jugador elegir entre Ares, Dela, Umber y el maestro ninja Ginza antes de empezar el juego. Fue el segundo juego en incluir ciudades y arenas y el primero en incorporar el nuevo y más funcional casino.
En 1995, los tres primeros juegos son relanzados como Brandish 1, 2 y 3 Renewal, respectivamente, en disquetes y CD y se instalan en el disco duro de PC98, además de entregas para DOS solo para China y Corea por parte de Mantra.
El último juego, Brandish 4: Tower of the Sleeping God (眠れる神の塔 Nemureru kami no tō?,  también llamado Fata Morgana Templum), sigue un formato de juego similar con historias, personajes y escenarios completamente diferentes además del mapa isométrico para facilitar la vista del entorno. Existierón 2 versiones: la de 1996, que era exclusivo de PC98, que se ejecutaban bajo DOS, y la de 1998 que requiere Windows 98 japonés, aunque se puede ejecutar actualmente en Windows XP occidental.
En 2009, se lanzó a la venta un remake del Brandish original conocido como Brandish: The Dark Revenant (ブランディッシュ～ダークレヴナント～?) para PSP, entre cuyas características se incluyen la opción de alternar los BGM entre la original PC98 o la versión re-orquestada al empezar el juego, de elegir a Dela después de haberlo completado, además de usar un nuevo motor en 3D para visualizar mejor los laberintos y corrección de errores respecto a las versiones anteriores. Algunos laberintos fueron modificados, mientras que otros son exclusivos para jugar con Dela o forman parte del tutorial.
El 13 de enero de 2015, se lanzó la traducción en inglés de Brandish: The Dark Revenant para PSP por parte de Xseed Games. El video de la publicación se lanzó en la E3 2014.

## Controversia
- Hubo cambios en los nombres en Brandish que son los siguientes:

- Ares: Varik en la versión norteamericana de Super NES.
- Dela: Alexis en la versión norteamericana de Super NES, Dora en la versión japonesa de PSP.
- Vittoria: Berimya en la versión norteamericana de Super NES.
- Bistalle: Berebus en la versión norteamericana de Super NES.

- El otro cambio en la entrega de Super NES es que Dela usa armadura de batalla en la versión norteamericana en vez del bikini de la versión japonesa, debido a políticas de Nintendo de aquel entonces.
- En la versión de Super NES, no está el final Nº 3 y las tragamonedas son remplazadas por pruebas de sonido.[4] En cambio, en la versión de PSP existe un nuevo y más funcional casino, inexistente en Super NES como compensación.

## Recepción
La versión para Super Nintendo no es muy conocida o popular debido a su lanzamiento a finales, cuando el mercado de SNES estaba empezando a desvanecerse frente a la espera de la Sega Saturn y PlayStation. Además, el juego fue publicado por Koei, que era conocido en el momento de sus juegos de guerra estratégica y no de rol o de acción.
La serie fue muy popular en Japón el NEC PC-9801. Brandish (renombrado  Brandish 1: The Dark Revenant cuando fue re-lanzado para PSP), Brandish 2, Brandish 3 y Brandish VT (renombrado Brandish 4 cuando fue re-lanzado para Windows) fueron los juegos que han funcionado bien con las limitaciones técnicas (por ejemplo: los 16 colores) de la dominante en el mercado de PC-9801 - un RPG de acción que no solo era una versión de consola.